# Pistolet FP-45 Liberator
FP-45 Liberator – amerykański pistolet jednostrzałowy kalibru 11,43 mm, z okresu II wojny światowej produkowany dla Office of Strategic Services.

## Historia
W 1942 roku United States Army zgłosiła przetarg na tani, masowo produkowany pistolet, który mógłby zostać zrzucany oddziałom ruchu oporu, bądź też partyzantom. Przyjęto projekt prostego, jednostrzałowego pistoletu, a jego produkcję powierzono firmie Guide Lamp Company, która wcześniej produkowała reflektory dla GM, miała więc doświadczenie w obróbce metali na skalę masową. W ciągu kilku miesięcy powstał ponad milion egzemplarzy, co pozostaje rekordem w historii sił zbrojnych.
Broń była rozwijana. Pod koniec wojny powstała dwustrzałowa odmiana FP-45. Posiadała ona dwie komory nabojowe umożliwiające oddanie dwóch strzałów w ciągu 10 sekund.
Do pomysłu taniej, jednostrzałowej broni dla ruchu oporu powrócono w czasie wojny wietnamskiej. CIA miała zamiar zaopatrywać w nią południowowietnamską partyzantkę walczącą z siłami komunistycznymi. W 1964 skonstruowano pistolet, który nosił nazwę Deer gun. Strzelał on nabojem 9x19 mm Parabellum.
Na cześć FP-45 został nazwany stworzony w 2013 roku przypominający go z wyglądu pierwszy na świecie pistolet wydrukowany za pomocą drukarki 3D.

## Służba
Z założenia pistolet był przeznaczony dla oddziałów ruchu oporu. Miał posłużyć do zabicia wrogiego żołnierza z bliskiej odległości z zaskoczenia. A potem użytkownik miał posługiwać się zdobytą tym sposobem normalną bronią. W dużych ilościach były one zrzucane (w plastikowych torebkach i z komiksową instrukcją) na terenach zajętych przez wroga. Nie ma wzmianek o ich użyciu bojowym, ani też o skuteczności.

## Konstrukcja
Szkielet broni wykonano w postaci dwóch znitowanych wytłoczek z blachy stalowej. Lufa o przewodzie gładkim była do niego przyspawana. Zamek, wykonany w postaci odlewu stalowego, nie posiadał wyciągu łusek. Wybijano je po strzale specjalnym stempelkiem, lub innym zaimprowizowanym narzędziem (np. ołówkiem). W rękojeści broni mieścił się, zamykany zasuwką, pojemnik na 10 naboi owiniętych w komiksową instrukcję obsługi.